# Talamone
Talamone is een plaats (frazione) in de Italiaanse gemeente Orbetello.